# Bristol (Tennessee)
Bristol ist eine US-amerikanische Stadt im Bundesstaat Tennessee. Das U.S. Census Bureau hat bei der Volkszählung 2020 eine Einwohnerzahl von 27.147 ermittelt.

## Geografie
Sie liegt im Sullivan County, direkt an der Grenze zum Bundesstaat Virginia und hat dort eine gleichnamige Zwillingsstadt. Bristol in Tennessee und Bristol in Virginia besitzen ein gemeinsames Stadtzentrum, durch das ihre Grenzen jeweils an einer Seite der Straße State Street verlaufen.
Bristol ist einer der drei Hauptorte der Tri-Cities-Region von Tennessee.

## Geschichte
Vor 1852 gehörte das Gebiet um Bristol zu den ausgedehnten Plantagen des Reverend James King. Sein Schwiegersohn Joseph R. Anderson, ein Händler aus Blountville, erkannte das Potential eines Ortes, an dem sich zwei Eisenbahnstrecken treffen. Am 10. Juli 1852 erwarb er 100 Morgen der Plantage, wovon 48 Morgen zu Tennessee und 52 Morgen zu Virginia gehörten. Anderson plante die Gründung einer Stadt und wählte für sie den Namen Bristol. Im Sommer 1853 errichtete er das erste Haus Bristols, in das er mit seiner Familie einzog und in dem außerdem das Postamt und ein Kaufladen untergebracht wurden. Später kam eine Bank hinzu.
Samuel Goodson, der Besitzer eines Stücks Land, das sich an der nördlichen Grenze des Landes von Anderson befand, gründete eine Stadt namens Goodsonville. 1856 kam es zum Zusammenschluss mit dem ursprünglichen Bristol Virginia, vorerst unter dem Namen Goodson Virginia. Ab 1890 setzte sich jedoch wieder die Bezeichnung Bristol durch.

## Bevölkerung
Im Jahr 2000 wurden in Bristol 24.821 Einwohner gezählt. Davon bezeichneten sich 95,1 Prozent als Weiße und 3 Prozent als Schwarze. 98,1 Prozent der Einwohner sind geborene US-Amerikaner, ungefähr die Hälfte davon stammt aus Tennessee.
Jeder zweite Einwohner Bristols ist religiös. Dabei handelt es sich um Anhänger der Southern Baptist Convention (43,9 %), der United Methodist Church (22,4 %), der Christian Churches and Churches of Christ (7,2 %), der Presbyterian Church (U.S.A.) (7,2 %) und weiterer religiöser Richtungen.

## Verwaltung
Bristol wird in Form des Council Manager Government-Systems regiert, unabhängig von der Zwillingsstadt in Virginia. Die legislative Körperschaft, das sogenannte City Council (Stadtrat), besteht aus fünf Mitgliedern, von denen drei als Vertreter bestimmter Ortsteile und zwei für die gesamte Stadt gewählt werden. Die Wahl findet in ungeraden Jahren, jeweils am dritten Dienstag im Mai, auf unparteilicher (non-partisan) Basis statt. Die Amtszeit des City Council beträgt vier Jahre.
Das City Council wählt im Juli jeden Jahres aus seinen Reihen einen Mayor (Bürgermeister) und einen Vice Mayor (Vize-Bürgermeister). Der Mayor führt den Vorsitz der monatlichen Sitzungen und hat repräsentative Aufgaben, jedoch keine Administrativ- oder Exekutivgewalt.
Das City Council ist verantwortlich für den Finanzhaushalt der Stadt und die Gesetzgebung. Es bestimmt die Mitglieder von 26 Ausschüssen und Kommissionen, welche die Verwaltung der Staat regeln. Zu den Aufgabengebieten gehören unter anderem die örtliche Polizei und Feuerwehr, Verkehrsplanung, Stadtentwicklung und Wasserversorgung.

## Wirtschaft
Die meisten Arbeitnehmer Bristols sind im Gesundheitswesen tätig (10,1 %), gefolgt von Hotel- und Gastronomiegewerbe (8,3 %), Bildungswesen (8,0 %), Bauwesen (5,4 %), Finanzen und Versicherungen (3,9 %) sowie Maschinenbau (3,9 %).
Zu den wichtigsten Arbeitgebern der Stadt zählen Wellmont Health System (Träger des Bristol Regional Medical Centers), Touchtone Wireless (Logistikunternehmen), King Pharmaceuticals, die Schulen Bristols, die Stadt Bristol, Robinette Company, Bristol Metals LP (Rohrhersteller), Exide, Embarq und GlaxoSmithKline.
Im März 2011 wurde eine Arbeitslosenquote von 8,3 Prozent ermittelt. Damit liegt die Arbeitslosigkeit unter dem Durchschnitt von Tennessee (9,5 %) und ist seit 2010 konstant geblieben. Im Gegensatz zu den Jahren 2000 bis 2008, wo es in Bristol nur zwischen 3,3 und 5,1 Prozent Arbeitslose gab, befindet sie sich jedoch auf einem relativ hohen Niveau.

## Verkehr
Bristol wird über die Interstate 81 mit anderen Orten der Region Tennessee und Virginia sowie im weiteren Verlauf mit den Bundesstaaten West Virginia, Maryland, Pennsylvania und New York verbunden. Hinzu kommt ein Netz aus mehreren Highways wie der U.S. Route 19, 11W und 421.
Die Stadt Bristol ist Mitinhaber des öffentlichen Regionalflughafens Tri-Cities Regional Airport. Der Flughafen liegt rund 23 Kilometer südwestlich von Bristol und bietet unter anderem Non-Stop-Flüge nach Atlanta, Charlotte und Chicago.
Der traditionsreiche Bahnhof Bristol Depot dient heute als Veranstaltungsort für Konferenzen und Feierlichkeiten. Zwar passieren noch mehrmals täglich Züge der Norfolk Southern Bristol, aber der Halt wird nur noch für Personalwechsel u. Ä. genutzt. Der Personenverkehr wurde 1971 eingestellt.

## Kultur und Freizeit

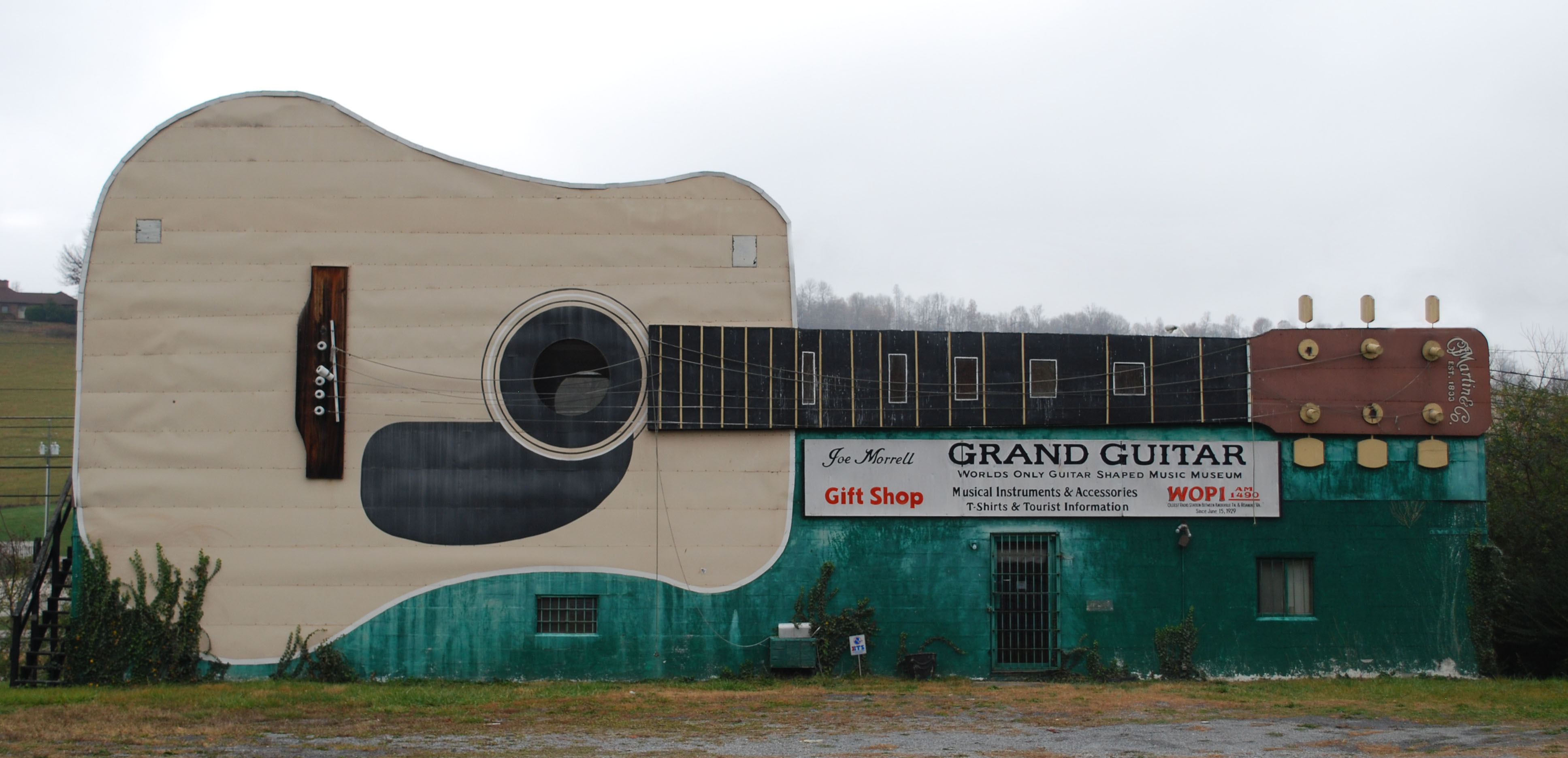
The Grand Guitar in der West State Street, Bristol

### Musik
Bristol wurde 1998 durch einen Beschluss des Kongress der Vereinigten Staaten zum "Birthplace of Country Music" (Geburtsort der Country-Musik) ernannt. Damit wird die Bedeutung des Ortes für die Entwicklung dieser Musikrichtung gewürdigt. 1927 kam Ralph Peer von Victor Records nach Bristol, um lokale Volksmusik aufzunehmen. Bei diesen Bristol sessions wurden unter anderem Debüt-Aufnahmen von The Carter Family und Jimmie Rodgers gemacht, die heute zu den ersten großen Country-Stars gezählt werden.

### Sport
In Bristol befindet sich eine NASCAR-Rennstrecke, der Bristol Motor Speedway. Dabei handelt es sich nicht nur um einen Touristenmagneten, sondern auch um die wichtigste Steuereinnahmequelle der Stadt.

### Natur
In und rund um Bristol gibt es 24 Parks mit einer Gesamtfläche von ungefähr 10 km2. Der größte davon ist der Steele Creek Park, zu dem ein See mit Paddelmöglichkeiten, eine Golfanlage, Fußballfelder und ein Naturmuseum gehören.
Eine weitere Touristenattraktion sind die 200 bis 400 Millionen Jahre alten Höhlen unweit von Bristol (Bristol Caverns). Sie erstrecken sich über drei Ebenen und bieten mit ihren gewaltigen Stalaktiten und Stalagmiten sowie Gestein in verschiedensten Farben ein beeindruckendes Naturschauspiel. Das Höhlensystem ist durch Beleuchtung und befestigte Pfade für Besucher erschlossen.

## Bildung

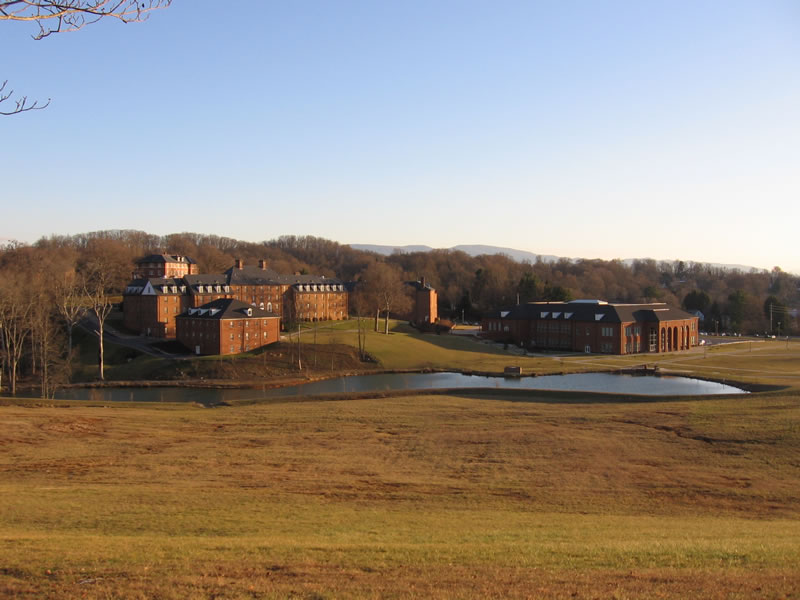
King College

In Bristol gibt es fünf Elementary Schools, eine Middle School und eine Highschool. Über 4.000 Schüler werden von 349 Lehrern unterrichtet. Die öffentlichen Schulen von Bristol rangieren derzeit auf dem 13. Platz von 135 Schulsystemen im Bundesstaat Tennessee. Sie stellen außerdem einen wichtigen Arbeitgeber der Stadt dar.
Drei Kilometer von Bristol entfernt befindet sich das King College, ein privates College mit Verbindungen zur Presbyterian Church.

## Söhne und Töchter der Stadt
- Clarence Ashley (1895–1967), Old-Time- und Folksänger
- Chris Crocker (* 1987), Internetblogger und Sänger
- Tennessee Ernie Ford (1919–1991), Country- und Gospel-Sänger
- Ulysses Livingston (1912–1988), Jazzgitarrist
- Sam R. Sells (1871–1935), Mitglied des US-Repräsentantenhauses für Tennessee
- David Shumaker (* 1954), ehemaliger Bürgermeister von Bristol
- Jayma Mays (* 1979), Schauspielerin